# Élections législatives de 1932 dans l'Aude
Les élections législatives de 1932 ont eu lieu les 1er et 8 mai 1932.

## Élus
|   | Circonscription | Député sortant |  | Groupe parlementaire                      | Député élu       |  | Groupe parlementaire                      |
| - | --------------- | -------------- |  | ----------------------------------------- | ---------------- |  | ----------------------------------------- |
| 1 | Carcassonne     | Henri Gout     |  | Républicain radical et radical-socialiste | Henri Gout       |  | Républicain radical et radical-socialiste |
| 2 | Castelnaudary   | Jean Mistler   |  | Républicain radical et radical-socialiste | Jean Mistler     |  | Républicain radical et radical-socialiste |
| 3 | Limoux          | Pierre Sire    |  | Républicain radical et radical-socialiste | Jean Bousgarbiès |  | Républicain radical et radical-socialiste |
| 4 | 1re de Narbonne | Léon Blum      |  | Parti socialiste                          | Léon Blum        |  | Parti socialiste                          |
| 5 | 2e de Narbonne  | Léon Castel    |  | Républicain radical et radical-socialiste | Léon Castel      |  | Républicain radical et radical-socialiste |

## Résultats à l'échelle du département
| Partis         | Partis                                          | Premier tour | Premier tour | Sièges |
| Partis         | Partis                                          | Voix         | %            | Sièges |
| -------------- | ----------------------------------------------- | ------------ | ------------ | ------ |
|                | Parti républicain radical et radical-socialiste | 36 821       | 54,81        | 4      |
|                | Section française de l'Internationale ouvrière  | 25 331       | 37,71        | 1      |
|                | Alliance démocratique                           | 1 314        | 1,96         | 0      |
|                | Fédération républicaine                         | 1 279        | 1,90         | 0      |
|                | Parti communiste-SFIC                           | 1 952        | 2,91         | 0      |
|                | Divers                                          | 336          | 0,50         | 0      |
|                | Parti agraire et paysan français                | 148          | 0,22         | 0      |
|                |                                                 |              |              |        |
| Inscrits       | Inscrits                                        | 86 804       | 100,00       | 5      |
| Votants        | Votants                                         | 70 389       | 81,09        |        |
| Abstentions    | Abstentions                                     | 16 415       | 18,91        |        |
| Blancs et nuls | Blancs et nuls                                  | 3208         | 4,56         |        |
| Exprimés       | Exprimés                                        | 67 181       | 95,44        |        |

## Résultats par arrondissement

### Arrondissement de Carcassonne
| Candidats      | Candidats      | Étiquette      | Premier tour | Premier tour |
| Candidats      | Candidats      | Étiquette      | Voix         | %            |
| -------------- | -------------- | -------------- | ------------ | ------------ |
|                | Henri Gout     | PRRRS          | 10 553       | 62,47        |
|                | Guichard       | SFIO           | 5 516        | 3265         |
|                | Gimenez        | PC-SFIC        | 510          | 3,02         |
|                | Divers         | Divers         | 313          | 1,85         |
|                |                |                |              |              |
| Inscrits       | Inscrits       | Inscrits       | 22 640       | 100,00       |
| Votants        | Votants        | Votants        | 18 047       | 79,71        |
| Abstention     | Abstention     | Abstention     | 4 593        | 20,29        |
| Blancs et nuls | Blancs et nuls | Blancs et nuls | 1 155        | 6,40         |
| Exprimés       | Exprimés       | Exprimés       | 16 892       | 93,60        |

### Arrondissement de Castelnaudary
| Candidats      | Candidats      | Étiquette      | Premier tour | Premier tour |
| Candidats      | Candidats      | Étiquette      | Voix         | %            |
| -------------- | -------------- | -------------- | ------------ | ------------ |
|                | Jean Mistler   | PRRRS          | 9 674        | 72,01        |
|                | Chabbert       | SFIO           | 3 623        | 26,97        |
|                | Roussel        | PC-SFIC        | 138          | 1,03         |
|                |                |                |              |              |
| Inscrits       | Inscrits       | Inscrits       | 17 650       | 100,00       |
| Votants        | Votants        | Votants        | 14 811       | 83,92        |
| Abstention     | Abstention     | Abstention     | 2 839        | 16,08        |
| Blancs et nuls | Blancs et nuls | Blancs et nuls | 1 376        | 9,29         |
| Exprimés       | Exprimés       | Exprimés       | 13 435       | 90,71        |

### Arrondissement de Limoux
| Candidats      | Candidats        | Étiquette      | Premier tour | Premier tour |
| Candidats      | Candidats        | Étiquette      | Voix         | %            |
| -------------- | ---------------- | -------------- | ------------ | ------------ |
|                | Jean Bousgarbiès | PRRRS          | 7 274        | 54,32        |
|                | Fabre            | SFIO           | 5 855        | 43,72        |
|                | Alegret          | PC-SFIC        | 262          | 1,96         |
|                |                  |                |              |              |
| Inscrits       | Inscrits         | Inscrits       | 17 101       | 100,00       |
| Votants        | Votants          | Votants        | 13 881       | 81,17        |
| Abstention     | Abstention       | Abstention     | 3 220        | 18,83        |
| Blancs et nuls | Blancs et nuls   | Blancs et nuls | 490          | 3,53         |
| Exprimés       | Exprimés         | Exprimés       | 13 391       | 96,47        |

### Arrondissement de Narbonne

#### 1recirconscription
| Candidats      | Candidats      | Étiquette      | Premier tour | Premier tour |
| Candidats      | Candidats      | Étiquette      | Voix         | %            |
| -------------- | -------------- | -------------- | ------------ | ------------ |
|                | Léon Blum      | SFIO           | 6 226        | 56,59        |
|                | Faucon         | PRRRS          | 2 924        | 26,58        |
|                | Sebe           | AD             | 1 314        | 11,94        |
|                | Tailhades      | PC-SFIC        | 492          | 4,47         |
|                | Badoc          | PAPF           | 148          | 1,35         |
|                | Divers         | Divers         | 23           | 0,21         |
|                |                |                |              |              |
| Inscrits       | Inscrits       | Inscrits       | 14 054       | 100,00       |
| Votants        | Votants        | Votants        | 11 157       | 79,39        |
| Abstention     | Abstention     | Abstention     | 2 897        | 20,61        |
| Blancs et nuls | Blancs et nuls | Blancs et nuls | 30           | 0,27         |
| Exprimés       | Exprimés       | Exprimés       | 11 127       | 99,73        |

#### 2ecirconscription
| Candidats      | Candidats      | Étiquette      | Premier tour | Premier tour |
| Candidats      | Candidats      | Étiquette      | Voix         | %            |
| -------------- | -------------- | -------------- | ------------ | ------------ |
|                | Léon Castel    | PRRRS          | 6 396        | 51,02        |
|                | Montel         | SFIO           | 4 111        | 32,79        |
|                | Rey            | FR             | 1 279        | 10,20        |
|                | Serres         | PC-SFIC        | 550          | 4,39         |
|                |                |                |              |              |
| Inscrits       | Inscrits       | Inscrits       | 15 359       | 100,00       |
| Votants        | Votants        | Votants        | 12 493       | 81,34        |
| Abstention     | Abstention     | Abstention     | 2 866        | 18,66        |
| Blancs et nuls | Blancs et nuls | Blancs et nuls | 157          | 1,26         |
| Exprimés       | Exprimés       | Exprimés       | 12 336       | 81,62        |